# Johann Carl Wilhelm Voigt
Johann Carl Wilhelm Voigt (20 febbraio 1752 – 1º gennaio 1821) è stato un geologo tedesco.
Allievo di Werner a Freiberg (Sassonia). Divenne amico di Goethe al quale insegnò le teorie di Werner.